# Johann Heinrich Blohm
Johann Heinrich Blohm (* 29. Januar 1799 in Dreye, Bremen; † 13. Mai 1858 in Harburg an der Elbe) war ein königlich Hannoverscher Baurat und Wasserbau-Direktor zu Harburg. Ritter des Königlichen Guelphen-Ordens.

## Leben

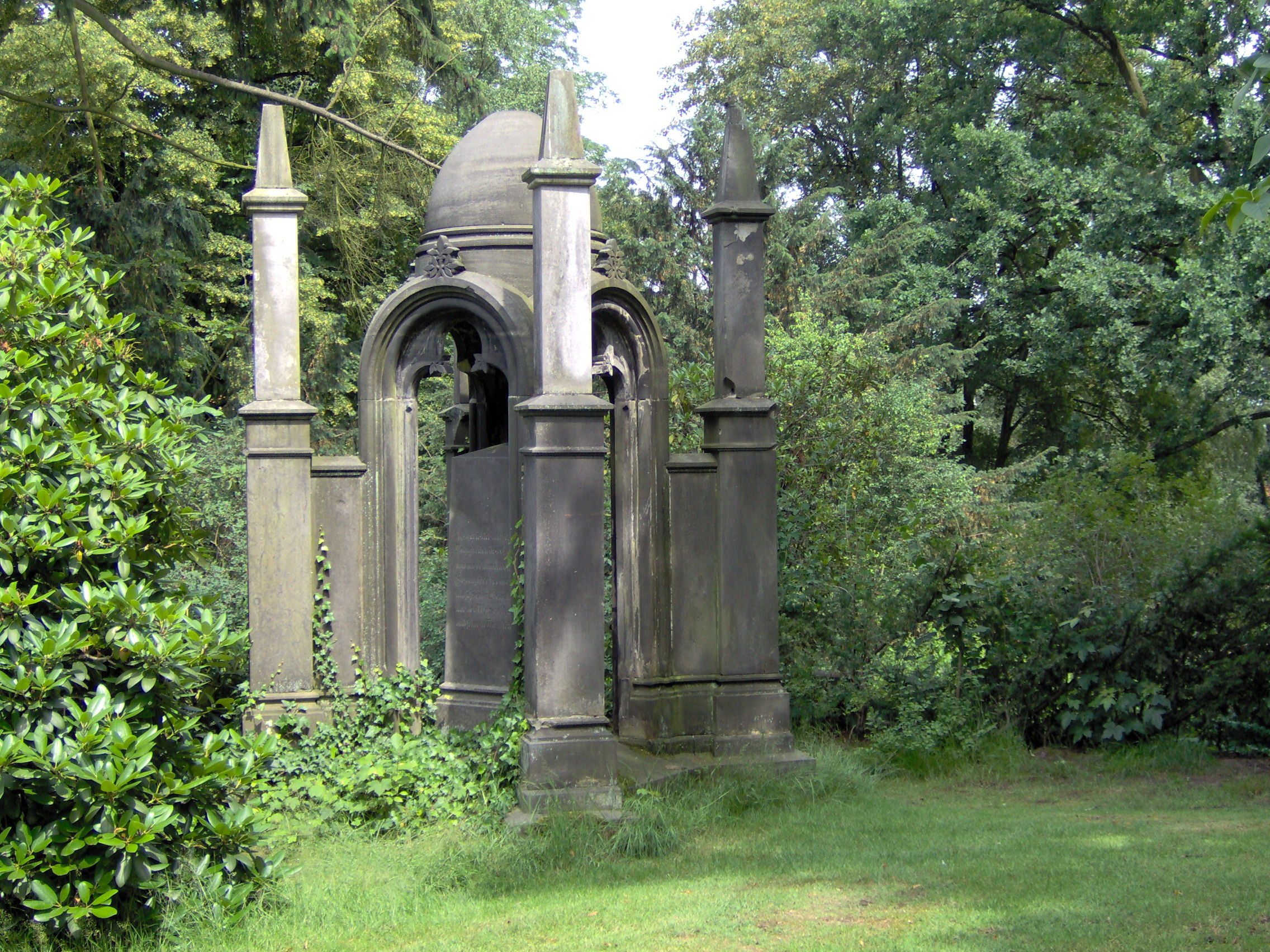
Grabmal auf dem alten Harburger Friedhof

1832 wurde Heinrich Blohm Condukteur der Stadt Hannover. Blohm erhielt 1836, von der Generaldirektion des Wasserbaues in Hannover, die Sonderaufgabe Voruntersuchungen anzustellen für eine Erleichterung der Kommunikation zwischen Hamburg und Harburg an der Elbe. Er gehörte auch der Kommission an, die die Dampfschiffe der Verbindung auf Sicherheit, Schnelligkeit und Bequemlichkeit zu untersuchen. 1841 veröffentlichte er auf der Grundlage seiner Studien ein Buch, das dem Harburger Bürgermeister August Bahr als eine Beweisgrundlage für den Bau eines Seehafens dienen sollte. Die von Heinrich Blohm geleistete Arbeit trug dazu bei, dass die hannoverschen Landstände ihre Einwände gegen den Ausbau des Harburger Hafens aufgaben und im Jahr 1844 von der Königlichen Regierung 485.000 Taler für den Bau des Harburger Tidehafen bewilligt wurden. Die Eröffnung des Hafens wurde am 15. April 1849 bekannt gegeben. Das Werk Blohms hatte Harburgs Entwicklung beim Hineinwachsen in die Industrialisierung stark gefördert. Einige Monate nach der Einweihung der Harburger Hafenanlage erhielt Blohm die Ehrenbürgerrechte der Stadt Harburg an der Elbe. 1851 übernahm Blohm die Leitung bei Deichbauten auf der Insel Wilhelmsburg. Ein kleiner tempelartiger Zentralbau aus Sandstein erinnert auf dem alten Harburger Friedhof an Johann Heinrich Blohm.

## Ehrungen
1867 wurde die Blohmstraße in Harburg nach ihm benannt. Er war Ritter des Königlichen Guelphen-Ordens und königlich hannoverscher Baurath.